# ミシェル・バーチ＝ハックリー
ミシェル・バーチ＝ハックリー（Michelle Bartsch-Hackley、女性、1990年2月12日 - ）は、アメリカ合衆国の女子バレーボール選手である。ポジションはアウトサイドヒッター。アメリカ合衆国代表。

## 来歴
2008年、メキシコで開催されたジュニアの北中米選手権で金メダルを獲得した。同年にイリノイ大学アーバナ・シャンペーン校へ入学し、卒業後はプエルトリコの Llaneras de Toa Bajaに入団した。2014年にドイツ・ブンデスリーガのドレスナーSCに移籍した。2015年にアメリカ代表に初選出され、同年のパンアメリカンカップに出場し、金メダルを獲得した。2017年のグラチャンで銅メダルを獲得した。2018年のネーションズリーグで金メダルを獲得し、自身もベストアウトサイドヒッター賞とMVPに選ばれた。2019年ワールドカップで銀メダルを獲得した。2021年、ネーションズリーグで金メダルを獲得し、MVPとベストアウトサイドヒッター賞を受賞した。東京2020オリンピックではアメリカ初の金メダル獲得にに貢献し、自身もベストアウトサイドヒッター賞を受賞した。
Corbin Hackleyと結婚し、登録選手名をミシェル・バーチ＝ハックリーに変更した。

## 球歴
- オリンピック - 2021年
- 世界選手権 - 2018年
- ワールドカップ - 2019年
- グラチャン - 2017年
- ワールドグランプリ - 2016年、2017年
- ネーションズリーグ - 2018年、2019年、2021年

## 受賞歴
- 2018年 ネーションズリーグ MVP、ベストアウトサイドヒッター賞
- 2021年 ネーションズリーグ MVP、ベストアウトサイドヒッター賞
- 2021年 東京2020オリンピック ベストアウトサイドヒッター賞

## 所属クラブ
- イリノイ大学アーバナ・シャンペーン校（2008-2011年）
- Llaneras de Toa Baja（2012-2013年）
- Rote Raben Vilsbiburg（2013-2014年）
- ドレスナーSC（2014-2016年）
- Neruda Volley（2016-2017年）
- FVブスト・アルシーツィオ（2017-2018年）
- AGIL Volley（2018-2019年）
- 北京汽车排球俱樂部（2019-2020年）
- ワクフバンクSK（2020-2022年）